# Veresegyházi Tamás
Veresegyházi Tamás (Debrecen, 1643 – Debrecen, 1716. március) református lelkész, a Tiszántúli református egyházkerület püspöke 1711-től haláláig.
Debrecenben tanult, 1665-ben kezdve a felsőbb osztályokhoz, majd miután rektor volt Biharon, köztanítói, contrascribai és seniori tisztet viselt. Külföldre menve 1672. július 9-én Oderafrankfurtban, augusztus 17-én Marburgban, 1673-ban Zürichben, 1674. január 29-én Baselben iratkozott be az egyetemre. Ez utóbbin májusban teológiai Doktorságot szerezvén, ez év júliusában Boroszlóban időzött, valószínűleg átutazóban, de még ez év nyarán hazajött s egy évet körülbelül tanári hivatalban tölthetett Debrecenben. Majd 1675 őszétől Nagykárolyban, 1678-ra Biharpüspökiben 1681-től Biharon, 1684-től Hajdúszoboszlón, 1686 júniusától Debrecenben lelkészkedett. Itt 1709 végétől hely nélkül volt, míg 1711 augusztusában újra alkalmazták, szeptember 20-án pedig a püspöki állást is elfoglalta.

## Művei
- De praedestinatione Dei et electione sanctorum (2 r.). (Zürich, 1673.)
- Defensio thesium… de providentia Dei.

Üdvözlő verset írt Pápai Páriz Ferenchez (1674), gyászverset Szenci A. Pálról (1691) és Szilágyi Mártonról (1700)